# Municipio de Knox (condado de Columbiana)
El municipio de Knox (en inglés: Knox Township) es un municipio ubicado en el condado de Columbiana

## Geografía
El municipio de Knox se encuentra ubicado en las coordenadas 40°51′19″N 81°1′35″O / 40.85528, -81.02639. Según la Oficina del Censo de los Estados Unidos, el municipio tiene una superficie total de 92.01 km², de la cual 91,52 km² corresponden a tierra firme y (0,53 %) 0,49 km² es agua.

## Demografía
Según el censo de 2010, había 4434 personas residiendo en el municipio de Knox. La densidad de población era de 48,19 hab./km². De los 4434 habitantes, el municipio de Knox estaba compuesto por el 98,89 % blancos, el 0,09 % eran afroamericanos, el 0,11 % eran asiáticos, el 0,09 % eran de otras razas y el 0,81 % eran de una mezcla de razas. Del total de la población el 0,59 % eran hispanos o latinos de cualquier raza.